# Бакич, Марко
Марко Бакич (черног. Marko Bakić; род. 1 ноября 1993, Будва, Югославия) — черногорский футболист, атакующий полузащитник греческого клуба ОФИ и сборной Черногории.

## Клубная карьера
Бакич воспитанник клуба «Могрен». 17 апреля 2011 года в матче против «Грбаль» он дебютировал во чемпионате Черногории. В своём первом сезоне Марко стал чемпионом. 27 августа в поединке против «Бокеля» Бакич забил свой первый гол.
В 2012 году Марко перешёл в итальянский «Торино». 19 мая 2013 года в поединке против «Катании» он дебютировал в Серии А. Летом того же года Марко перешёл в «Фиорентину». 22 сентября в матче против «Аталанты» Бакич дебютировал за «фиалок». Летом 2014 года для получения игровой практики он на правах аренды перешёл в «Специю». 30 августа в матче против «Варезе» Бакич дебютировал в Серии B. 28 декабря в поединке против «Бари» он забил свой первый гол за «Специю».
После возвращения во Флоренцию, он не смог выиграть конкуренцию за место в основе и в начале 2016 года был отдан в аренду в португальский «Белененсиш». В поединке против «Витории Гимарайнш» Бакич дебютировал в Сангриш лиге. В этом же поединке он забил свой первый гол за новую команду. Летом того же года «Брага» выкупила Марко у «Фиорентины». 14 августа в матче против «Витории Гимарайнш» он дебютировал за новую команду, заменив во втором тайме Рафу Сильву.

## Международная карьера
15 августа 2012 года в товарищеском матче против сборной Латвии Бакич дебютировал за сборной Черногории.

## Достижения
«Могрен»
- Чемпионат Черногории по футболу — 2010/11